# جيم أوفر (فلم)
جيم أوفر هو فيلم كوميدي بطولة يسرا ومي عز الدين ومحمد نور، عرض في صيف 2012.
قصة الفيلم مأخوذة عن الفيلم الأمريكي مونستر إن لو المُنتج عام 2005.

## القصة
قصة الفيلم عن يسرا (لقاء) المذيعة المغرورة و مي عز الدين (ندى) الخادمة في فندق والذي يعجب بها الطفل أوشا الذي يظهر باسمه، وترى ندى محمد نور فتعجب به فيأخذها مصر ليتزوجها، فتعرف يسرا انها خادمة فتقوم بعمل المقالب لبعضهم في غياب محمد نور فتعرف مي عز الدين انها تفعل هذا لتترك محمد نور فتقوم هي الأخرى بعمل مقالب في يسرا وفي نهاية الفيلم يتصالحان وتتزوج مي عز الدين ومحمد نور في إطار كوميدي.

## نقد
قصة الفيلم مأخوذة من عدة أفلام أمريكية وهو يعتبر النسخة العربية عن فيلم Monster in law وبه مقاطع منسوخة من فيلم The pink panther . تقييم الفيلم منخفض جدا على موقع imdb وذلك لان تقليد الأفلام كان غايه في السوء.

## ابطال العمل
- يسرا - مدام لؤلؤ
- مي عز الدين - ندا
- محمد نور - عمرو
- إيمان السيد - وفاء
- عزت أبو عوف - خالد
- الطفل أوشا - اوشا
- رضا حامد

## طاقم العمل
- المخرج: أحمد البدري
- إنتاج: محمد السبكي
- سيناريو وحوار: محمد القواشتي، مصطفى عمار
- موسيقي تصويرية: محمود طلعت
- مدير النيجاتيف: أميرة مختار
- كاميرا مان: يحيي فهمي
- مساعد مخرج أول: سارة وفيق
- اشراف عام: رنا السبكي
- مخرج منفذ: أحمد عبد الله
- مونتاج: معتز الكاتب
- منتج فني: جورج رمسيس
- تصوير: محسن أحمد

## وصلات خارجية
- مقالات تستعمل روابط فنية بلا صلة مع ويكي بيانات